# Pont de Neuilly
Pour les articles homonymes, voir Pont de Neuilly (homonymie).
Le pont de Neuilly est un pont routier (RN 13) et ferroviaire (ligne 1 du métro) qui traverse la Seine entre Neuilly-sur-Seine (sur la rive droite), Courbevoie et Puteaux (sur la rive gauche), dans le département français des Hauts-de-Seine. Face au quartier d'affaires de La Défense, il est dans l'alignement de l'axe historique parisien.
Trois ponts ont successivement porté ce nom.

## Historique

### Avant le pont
À ce niveau de la Seine se trouvait un gué, qui prolongeait une ancienne voie romaine reliant Montmartre au mont Valérien. En 1140, l'abbé Suger y crée un bac, contribuant au développement d'un village de pêcheurs et d'un petit port, à l'origine de Neuilly (Port Nully), permettant de gagner la Normandie,.

### Le pont Henri
Le 6 juin 1606 vers 17 h, jour de pluie, le carrosse d'Henri IV et de Marie de Médicis, entraîné par la chute de deux des chevaux, tombe du bac traversant la Seine à Neuilly au retour du château de Saint-Germain-en-Laye. La reine et les trois enfants royaux, qui ont tous moins de quatre ans, sont remontés du fond de l'eau in extremis par le roi lui-même et les hommes de sa suite,. En conséquence, Henri IV fait construire un premier pont de bois de seize arches dans l'axe de l'actuelle rue du Pont, le pont Henri. Pour le traverser, il faut verser un droit de péage. En 1638, une crue détruit le pont, qui est alors reconstruit avec quatorze arches,.

### La légende de l'accident du pont de Neuilly
M. Arnoul de Saint-Victor, curé de Chambourcy, rapporte que Blaise Pascal aurait eu un accident sur le pont de Neuilly : les chevaux de tête de sa voiture auraient plongé par-dessus le parapet, la voiture elle-même étant sur le point de les suivre dans cette chute. Cependant, l’attelage se serait rompu et la voiture serait restée sur le bord du pont. Victor Giraud a mis en doute que cet accident, s'il a réellement eu lieu, soit à l'origine de la conversion de Pascal, car l'histoire n'est relatée que par le seul témoignage de M. Arnoul, de deuxième ou de troisième main, qui ne mentionne ni date exacte (« quelques années avant sa mort »), ni évanouissement. Par ailleurs, aucun des proches de Pascal ne mentionne l’incident. L'anecdote a été en revanche largement reprise et amplifiée aux siècles suivants, parfois dans le but de discréditer les Pensées, qui ne seraient ainsi que les conséquences de la peur de la mort.

### Le pont de pierre
Le premier pont étant jugé trop fragile, un nouveau projet voit le jour. Le deuxième pont, de cinq arches de pierre en anse de panier de 219 mètres de long, est conçu par l'ingénieur Jean-Rodolphe Perronet, le fondateur de l'École des ponts et chaussées, avec Antoine de Chézy et Pierre-Antoine Demoustier. Il est construit dans le prolongement de l'avenue de Neuilly (l'axe historique), donc un peu plus au sud que l'ancien pont) et inauguré le 22 septembre 1772 en présence du roi Louis XV, qui le traverse. Les finitions durent jusqu'en 1780, année où le pont de bois est détruit.

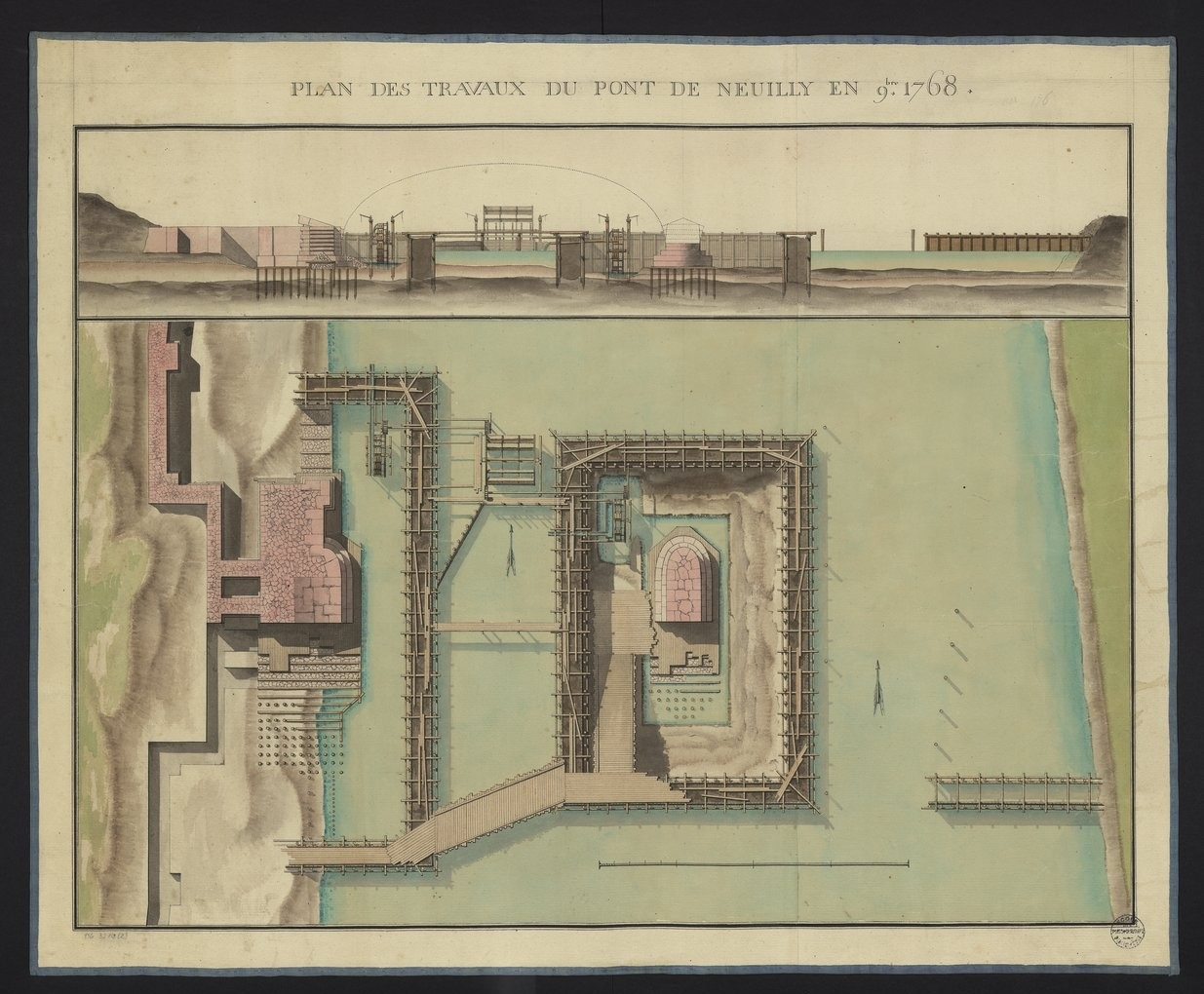
Dessins d'ingénieur. Plan des travaux du pont de Neuilly en novembre 1768.
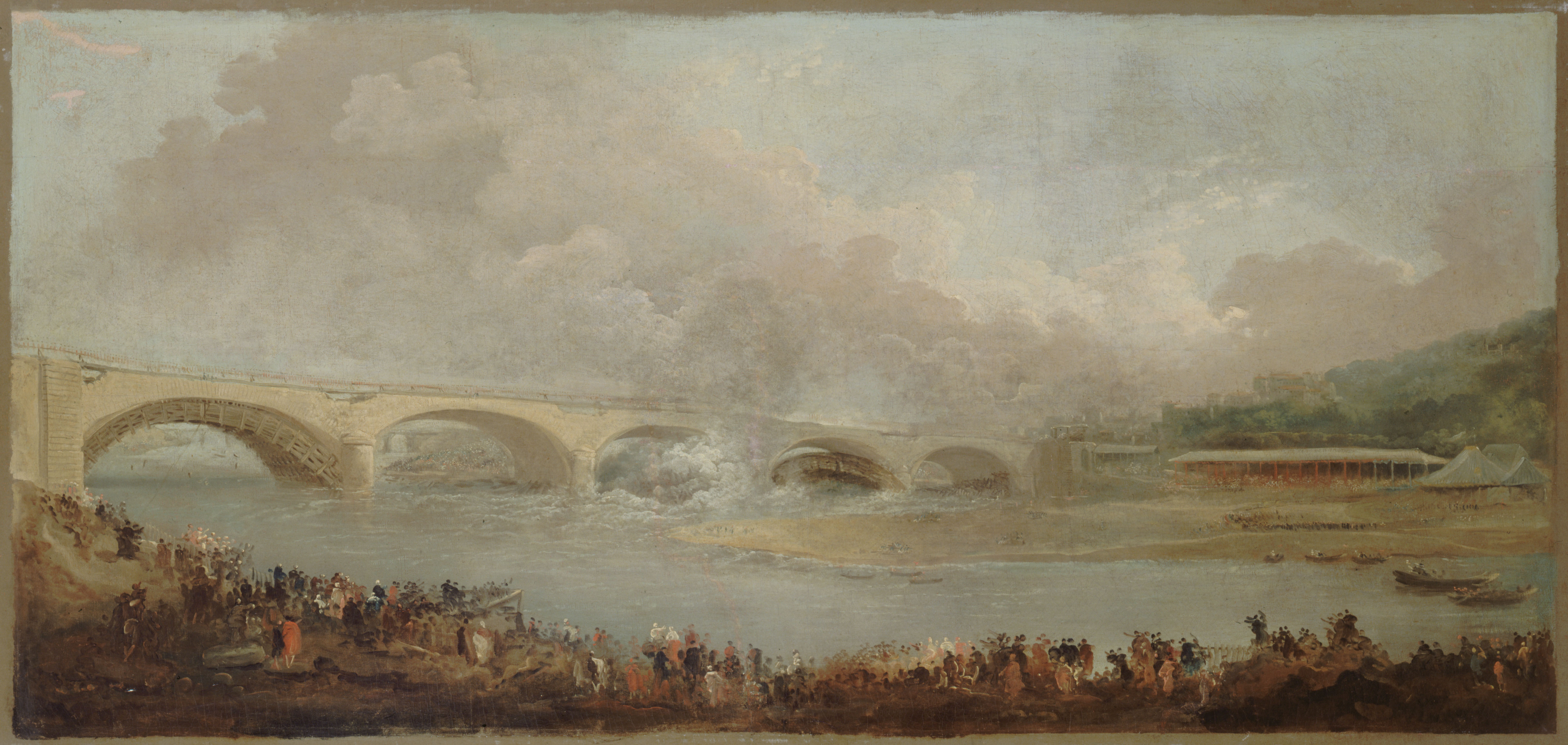
Hubert Robert, Le décintrement du pont de Neuilly, le 22 septembre 1772.

Lors de la Commune de Paris, des combats opposent les Fédérés à l'armée aux ordres du gouvernement d'Adolphe Thiers à Versailles. Le 2 avril, les Versaillais s'emparent de Courbevoie et de Puteaux, les fédérés se repliant vers Neuilly. Le 3 avril, la Commune lance, sous les ordres de Flourens, Bergeret, Eudes et Duval, une contre-offensive en direction de Versailles : elle se solde par un échec à Rueil, à Meudon et à Châtillon. Gustave Flourens est tué par un officier de gendarmerie à Rueil et Duval fusillé avec son état-major le 4, sans procès, sur ordre du général Vinoy.

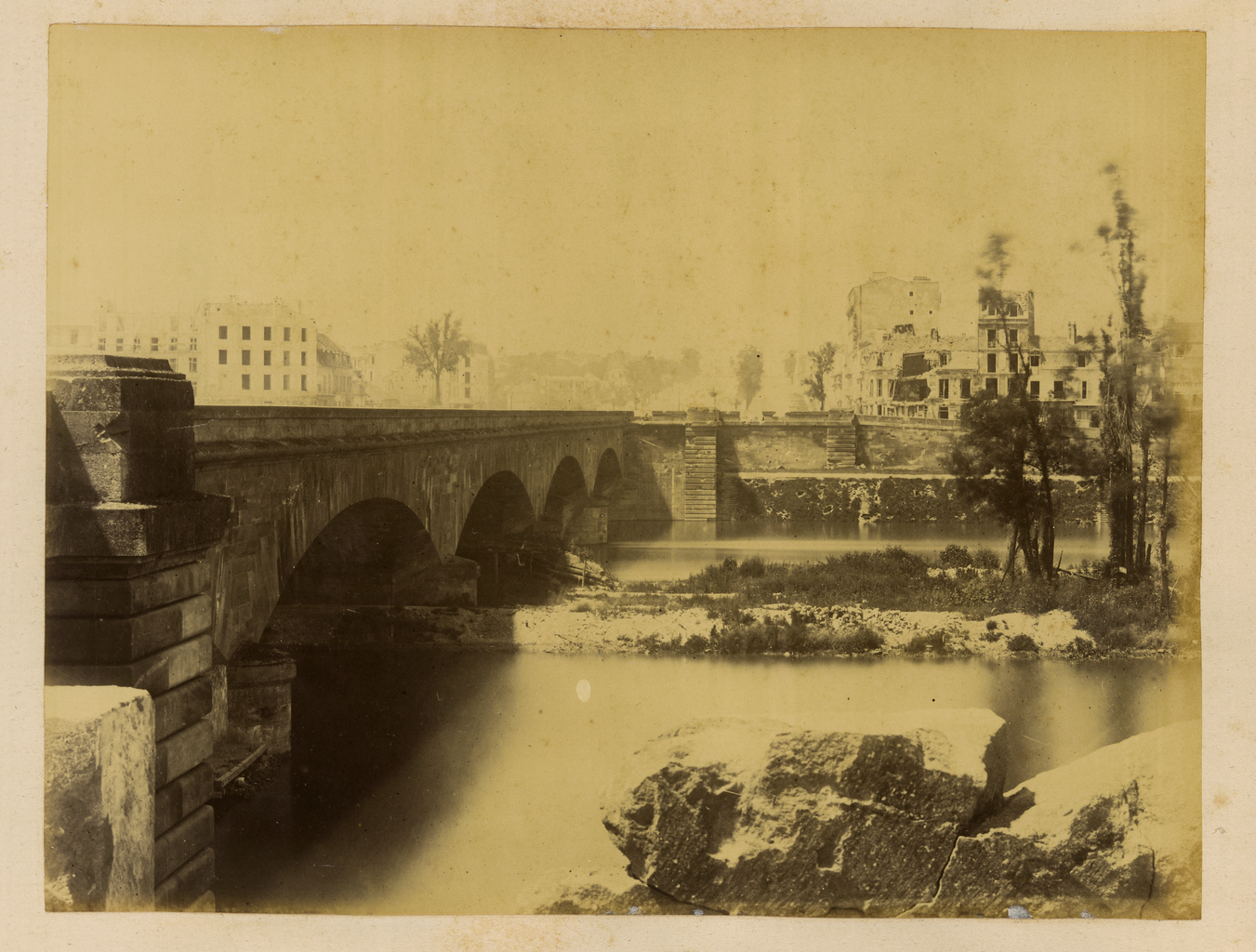
Le pont de Neuilly en 1870-1871.
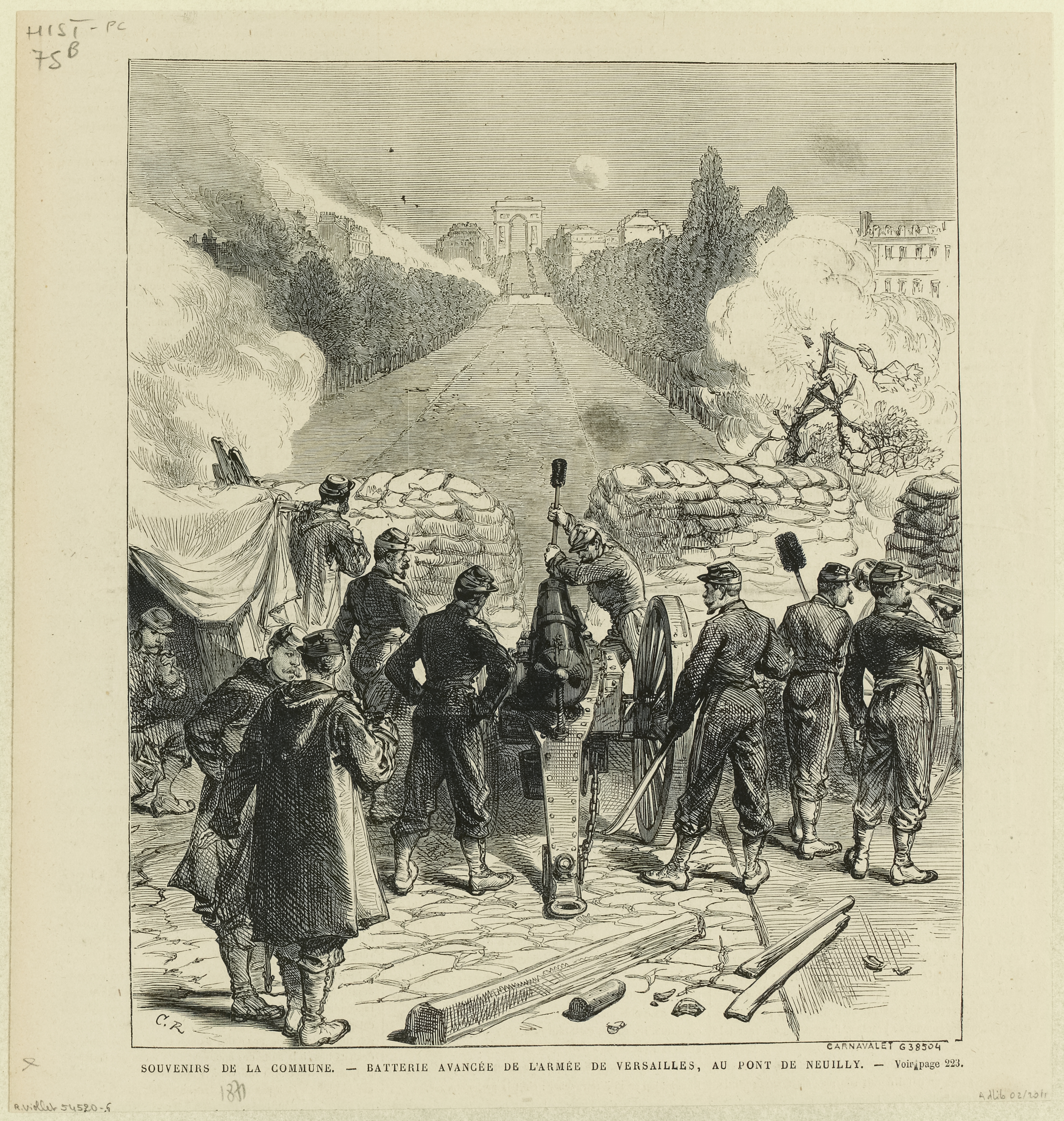
Pont de Neuilly, côté tenu par les troupes versaillaises.
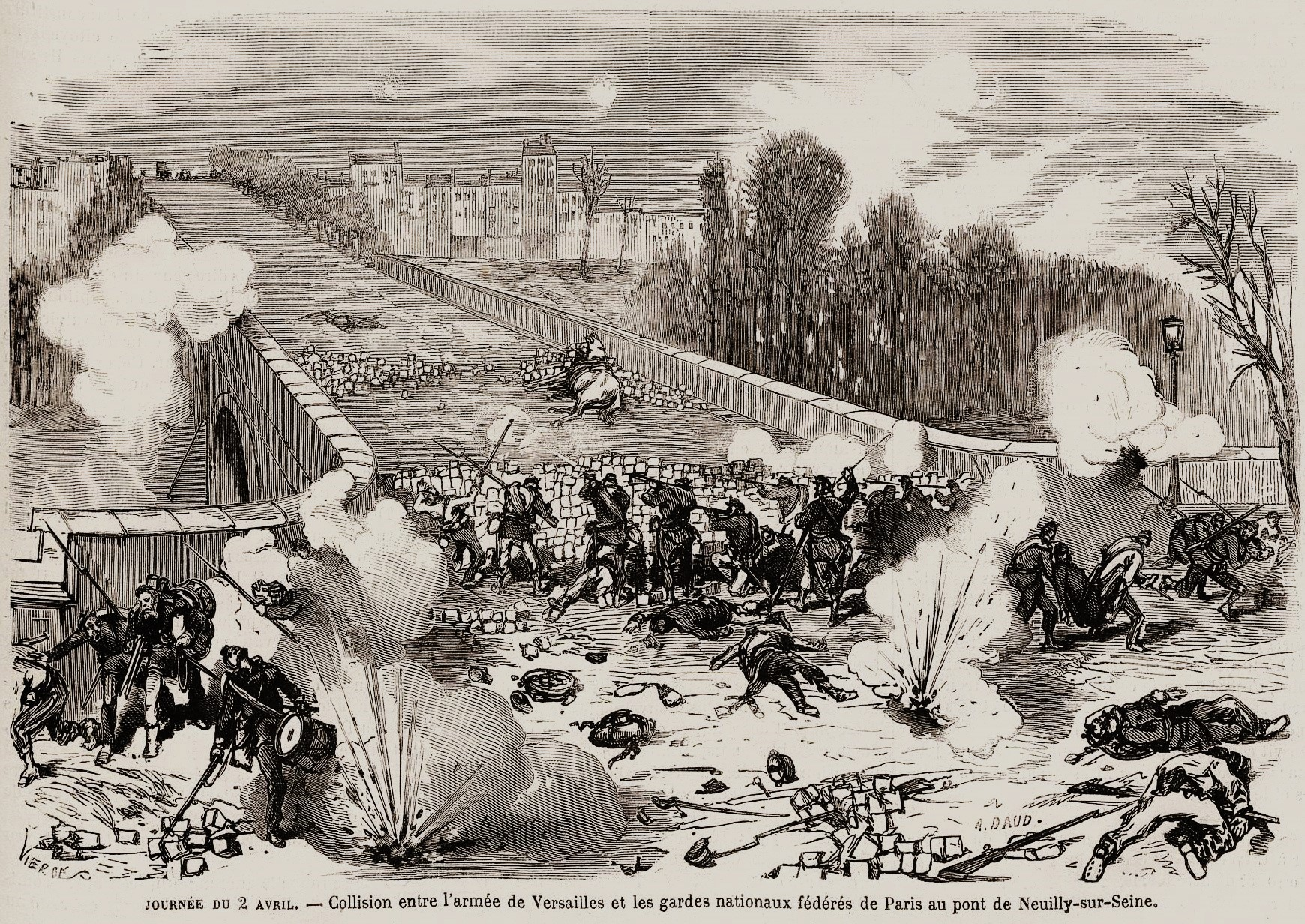
Barricade tenue par les Fédérés.

L'arrivée du tramway nécessite des modifications du pont.

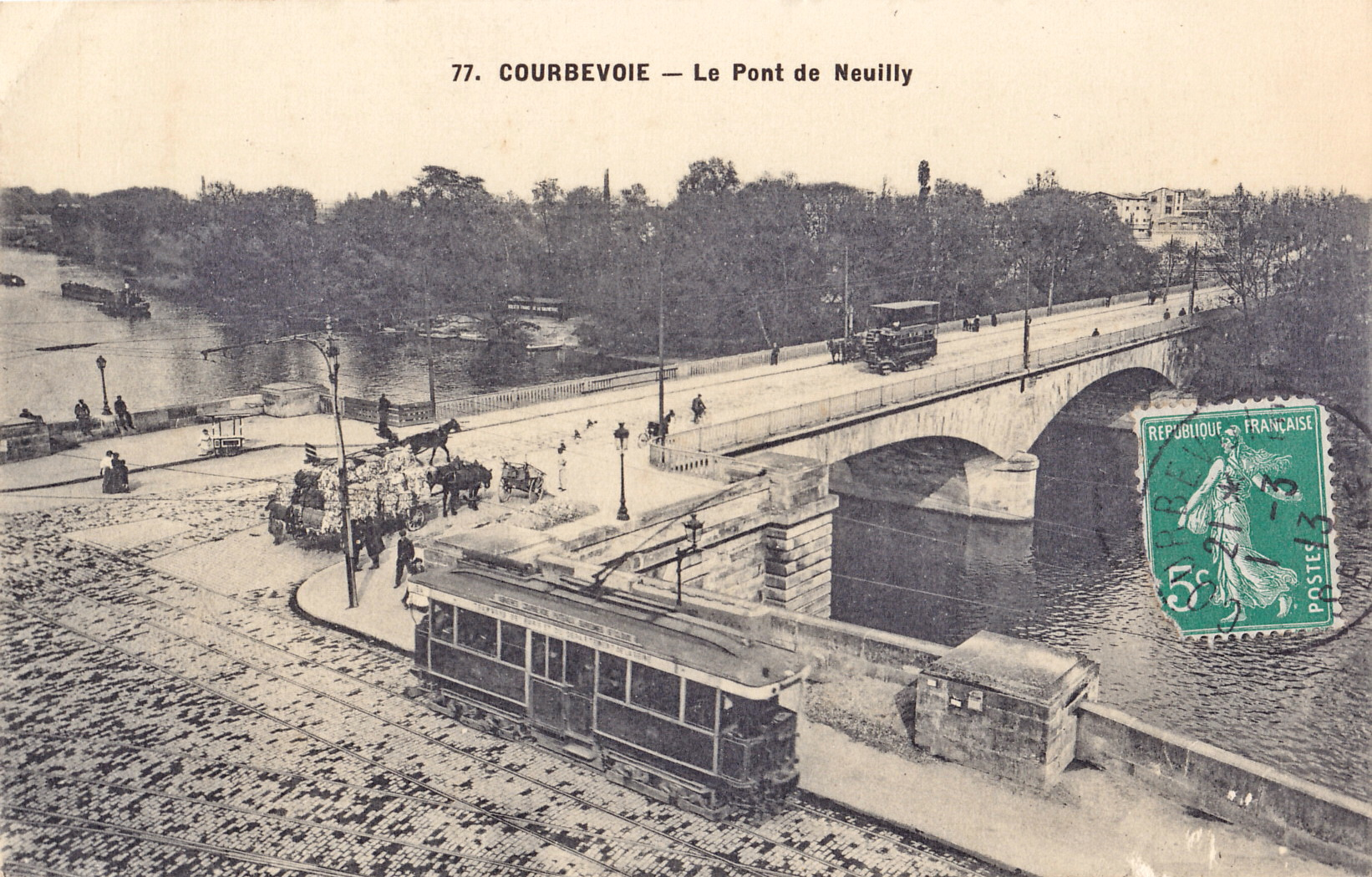
Le deuxième pont, dans les années 1900.

Entre 1935 et 1942, ce pont, devenu inapte à l'augmentation du trafic, est progressivement reconstruit. L'architecte Bigot dirige les travaux.

### Le nouveau pont métallique
En 1942, le pont métallique est inauguré au même endroit. Réalisé par l'architecte Louis-Alexandre Lévy et l'entreprise Daydé en remplacement du pont de pierre, il est soudé par des arcs métalliques et repose sur des culées en maçonnerie de pierre de taille. Sa largeur fait 35 mètres, contre 13 pour le pont de pierre.
Durant les combats de la Libération, le 24 août 1944, le sous-brigadier des compagnies de la circulation de la Préfecture de police, Constant Ruchaud, 42 ans, est blessé sur le pont ; il meurt trois jours plus tard.
Le 17 octobre 1961, durant une manifestation organisée par la fédération de France du FLN, le pont de Neuilly est le lieu d'affrontements entre des manifestants et des policiers ; la répression policière causa ce soir-là, selon les sources, entre sept et plusieurs centaines de morts.
De 1988 à 1992, le pont est élargi dans le cadre du prolongement de la ligne 1 du métro jusqu'à La Défense. Pour des raisons d'économies, il est en effet décidé que le métro franchira la Seine sur le pont en occupant son terre-plein central (et non par une traversée sous la Seine comme cela était initialement prévu). Afin de maintenir un espace suffisant pour les autres usagers, le pont est élargi par la création de trottoirs en encorbellement. Côté Neuilly, le métro accède au pont par une rampe de 6 %, la plus forte rencontrée sur le réseau.
L'ouvrage comprend en fait deux ponts : le premier d'une portée de 67 mètres entre Neuilly et l'île de Puteaux et le second d'une portée de 87 mètres entre l'île de Puteaux et Courbevoie. Une statue de Jean-Rodolphe Perronet se dresse au pied du pont, sur la pointe orientale de l'île de Puteaux.
Le pont supporte les deux voies ferrées de la ligne 1 du métro de Paris, encadrées de chaque côté par quatre voies routières pour la circulation automobile dans le sens de Neuilly-sur-Seine vers Courbevoie et par trois voies routières de circulation dans le sens inverse. En outre, il comprend une piste cyclable et de larges trottoirs. De chaque côté, un escalier monumental, situé au milieu du pont, permet un accès pour les piétons à l'île de Puteaux.
Lors d'un comptage effectué en 2007 à l’aide de boucles DIRIF, le trafic moyen journalier annuel s'est élevé à 161 340 véhicules.

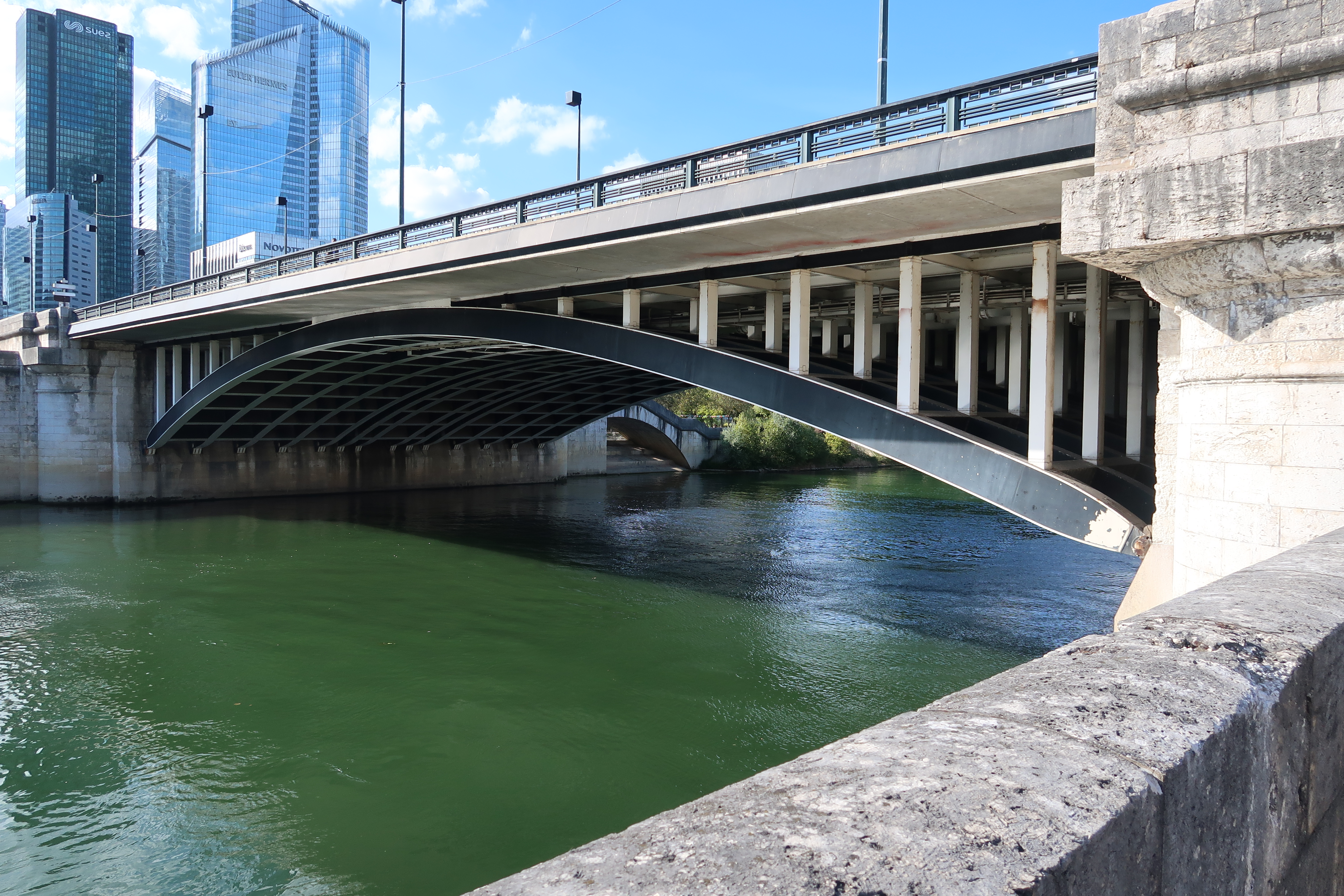
Vue vers La Défense.
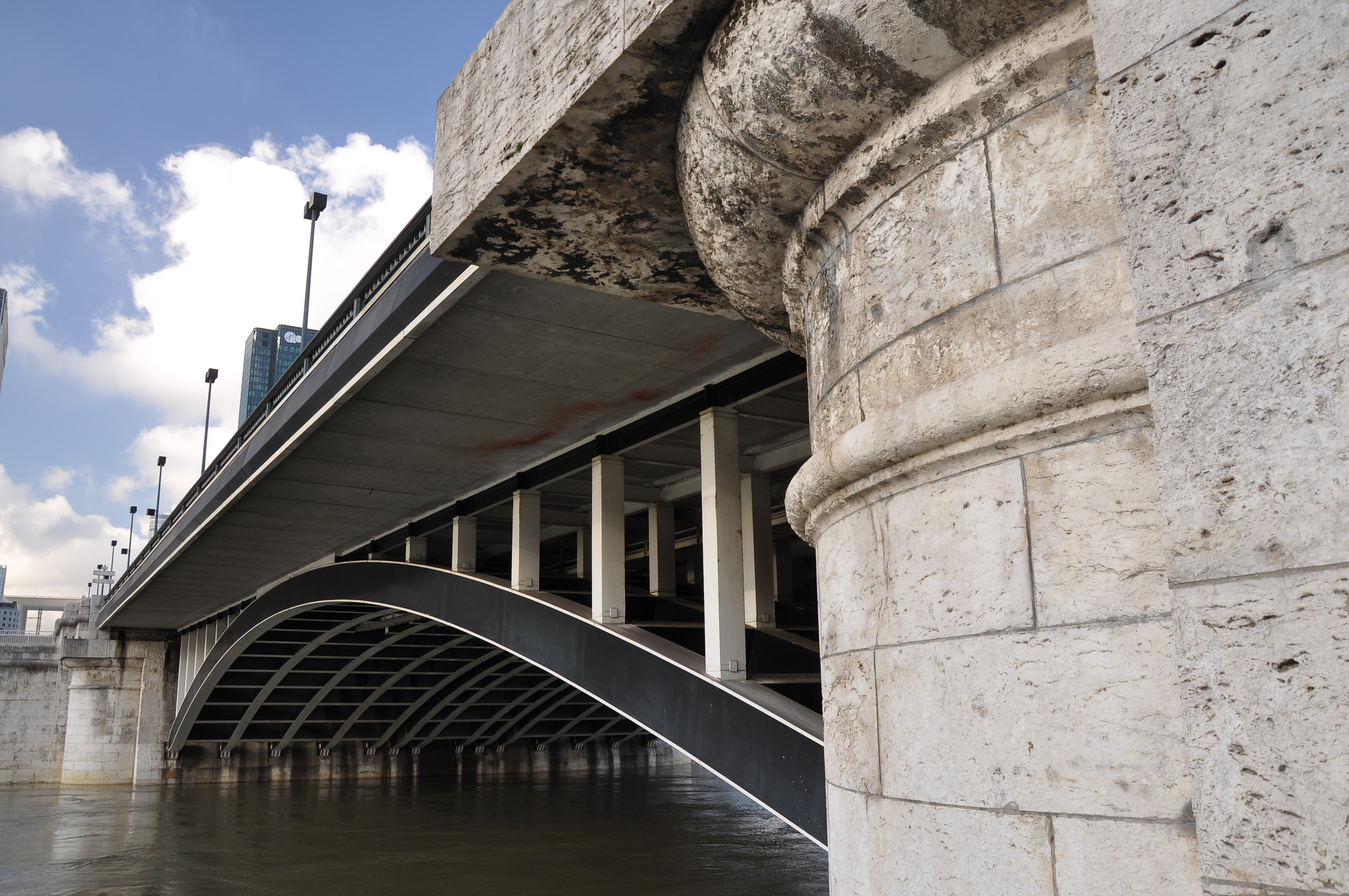
Vue vers La Défense.
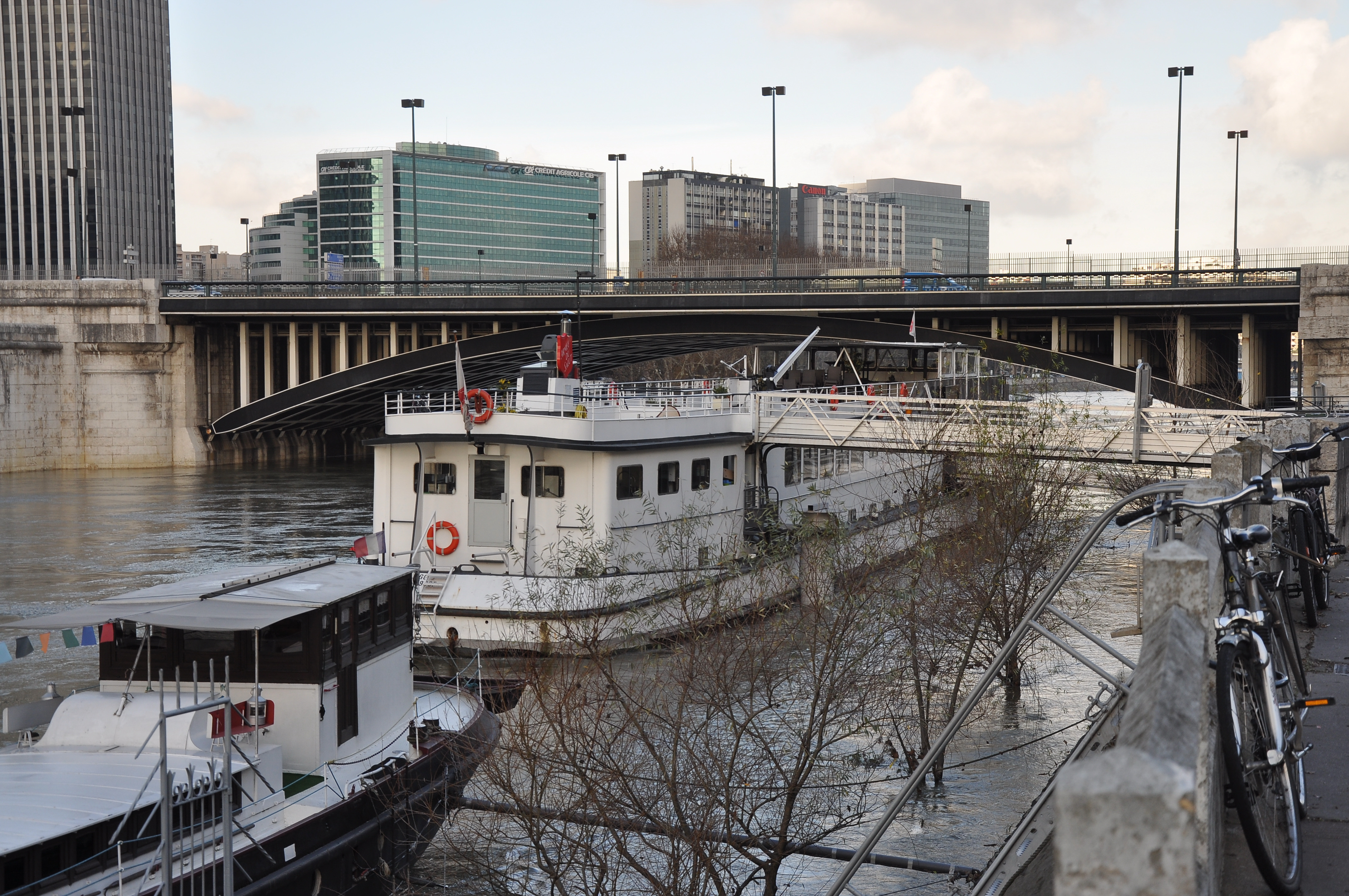
Pont vu de la rive droite, côté Neuilly-sur-Seine.

## Dans la littérature
Dans sa nouvelle Une partie de campagne (1881), Guy de Maupassant écrit : « Après avoir suivi l’avenue des Champs-Élysées et franchi les fortifications à la porte Maillot, on s’était mis à regarder la contrée. En arrivant au pont de Neuilly, M. Dufour avait dit : « Voici la campagne enfin ! » et sa femme, à ce signal, s’était attendrie sur la nature ».